# The Illiac Passion
The Illiac Passion è un film del 1967, diretto da Gregory J. Markopoulos e basato sulla tragedia greca Prometeo incatenato di Eschilo.